# Chapelle Saint-Roch de Châtelet
La chapelle Saint-Roch est un édifice religieux catholique de Châtelet dans le Hainaut, en Belgique. De style baroque régional et construite en 1626, la chapelle occupe une place éminente sur la place Saint-Roch, à l’angle de la rue homonyme. Elle est la doyenne des chapelles Saint-Roch qui se trouvent dans la région. La chapelle est classée au patrimoine immobilier de Wallonie.

## Histoire
Les épidémies de pestes et autre maladies contagieuses étaient fréquentes, dans la région, durant les XVIe siècle et XVIIe siècle.  C’est au cours de l’une d’elles, en 1626, que la chapelle Saint-Roch fut édifiée dans le cimetière des victimes des épidémies. Son histoire est peu connue car elle fut souvent négligée et longtemps oubliée. Elle n’en contient pas moins de nombreux trésors artistiques. 
Au XXe siècle, en 1929, une restauration complète fut entreprise. La chapelle subit des dégâts durant la Seconde Guerre mondiale mais il faudra son classement comme monument historique en 1959 pour que l’on s’y intéresse à nouveau. En 1960, quelques châtelettains renouent avec l’ancienne tradition locale d'effectuer des marches en l’honneur de Saint-Roch. Ils défilent ainsi en uniforme du premier Empire le dimanche qui précède la Pentecôte.
En 1993, l'association locale des amis de la chapelle Saint-Roch fut créée pour favoriser la conservation et veiller au patrimoine artistique de la chapelle, et d’organiser des manifestations. Des travaux de restauration sont entrepris à partir de 1994, et à nouveau en 2006.

## Description
La façade sobre de style Renaissance surmontée d'un pignon à volutes contraste avec l’intérieur baroque. Mononef à deux travées et sans transept, la chapelle se termine en un chœur à trois pans avec un autel surmonté d’un tableau. À l’extérieur, le clocheton surmonte le centre de la nef.

## Patrimoine
- Le tableau d’autel est une peinture de Delcourt (?) de 1636. Il est flanqué de colonnes torses, avec angelots au sommet.
- Le tableau La mort de Saint Roch, par Pierre Jouet, peintre de Châtelet, fut peint en 1634.
- Le plafond est un soffite à caissons dont plusieurs sont ornés de tableaux.
- Des statues de saint Pierre et saint Paul dans des niches de style baroque. Plusieurs statues en bois, représentant saint Roch, dont une du XVIe siècle.